# Спектр (модуль орбітальної станції «Мир»)
«Спектр» (77КСО №17301, ЦМ-О) - дослідницький модуль дооснащення станції Мир запущений 20 травня 1995 року з пускової установки 23 81-го майданчика космодрому Байконур ракетою «Протон-К». «Спектру» першому вдалося зістикуватися із станцією з першої спроби: 1 червня модуль причалив до осьового вузлу ПХО. У ніч на 3 червня була виконана його перестиковка на нижній вузол ПХО, після чого екіпаж ЕО-18 відкрив в нього люк.
Розробником і виробником модуля був ГКНПЦ ім. М.В. Хрунічева. Система управління модулем розроблена харківським НВО «Електроприлад».

## Історія створення

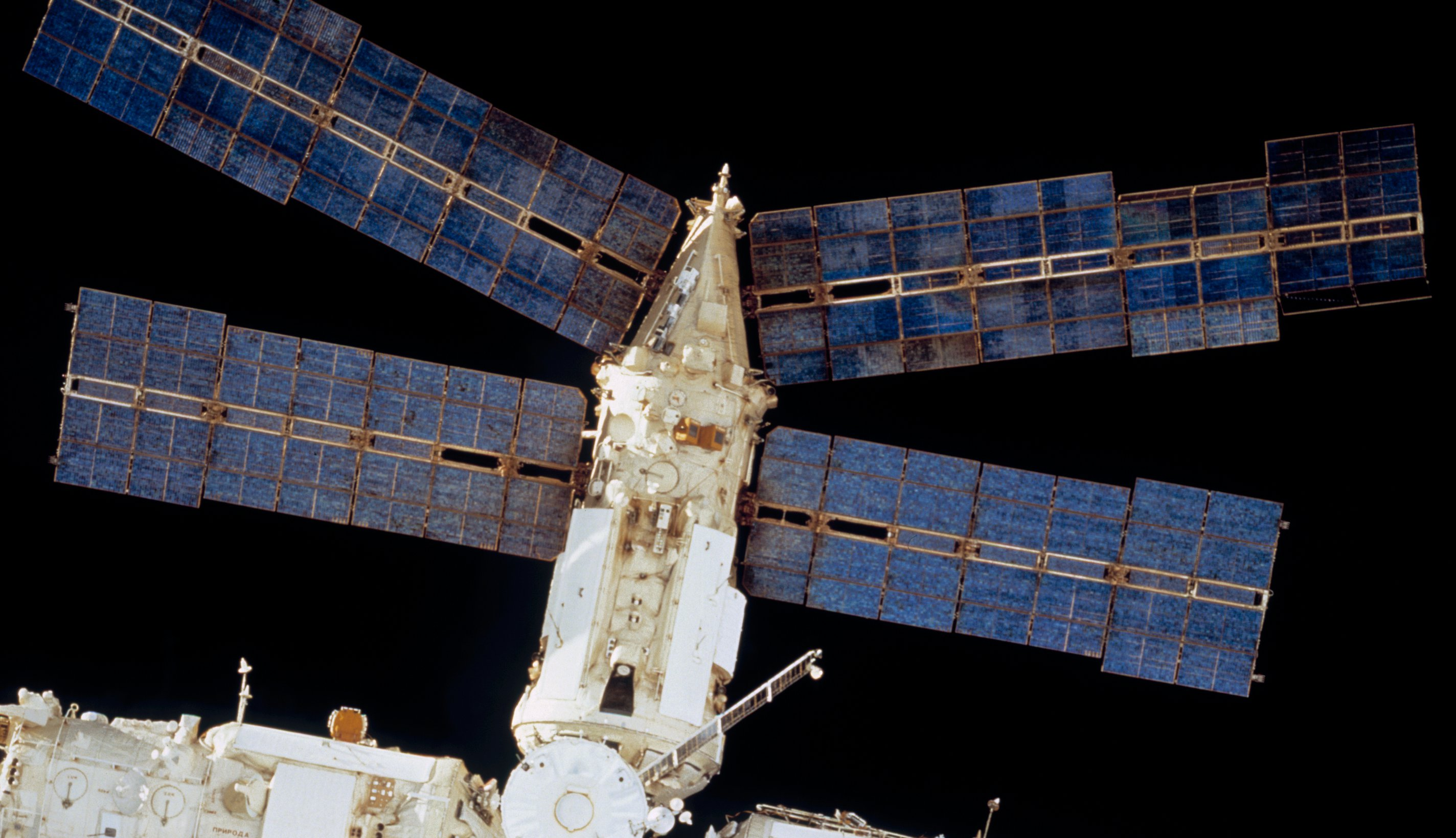
Модуль Спектр в складі Миру

Для захисту від міжконтинентальних балістичних ракет (МБР), на замовлення Міністерства оборони СРСР, КБ Челомея розробило космічну систему оборони. З метою спрощення процесу розробки в якості основи був узятий проект транспортного корабля постачання (ТКС). Початковий план передбачав оснащення цього корабля установкою виявлення та супроводу «Октава», оснащеними відповідними сенсорами для виявлення та переслідування МБР. Головним вантажем модуля був оптичний телескоп під кодовою назвою «Піон». Експерименти з «Піон-К», розпочаті на ТКС-М, планувалося продовжити на спеціалізованому військово-прикладному модулі 77КСО («Спектр») комплексу «Мир». На ньому повинна була стояти оптична система «Октава» для дослідження системи «земля-атмосфера». Її розробляли спільно Академія наук СРСР, ЦНПО «Комета» і Казанське оптико-механічне об'єднання. У «Октаву» входили установки «Ліра», «Піон-К» і «Бутон». Для калібрування цієї апаратури зі «Спектра» повинні були відстрілюватися малі (як на ТКС-М) і великі мішені. Для запуску малих мішеней служили три пускових пристроїв зовні модуля, для великих мішеней повинна була використовуватися велика шлюзова камера. Однак через брак коштів у замовника до льотних випробувань «Октава» так і не дійшла і на 77КСО встановлена не була. 
А ось спектрометр «Фаза», який успішно працював на ТКС-М, був встановлений і на борту «Спектра».
Прототип системи повинен був спершу пройти автономні випробування в космосі, а потім, для об'ємних випробувань обладнання та озброєння, повинен був бути пристикований до станції «Мир». Після закінчення холодної війни і розпаду СРСР, в 1992 році військова космічна програма була зупинена. Глибоко пророблений проект «Октант» був зупинений і вже побудований прототип законсервований.
У липні 1993 року була створена спільна російсько-американська космічна програма з метою створення МКС, як постійно жилого форпосту людства в космосі. Для накопичення досвіду спільної роботи спершу був підписаний договір про програму «Мир-Шаттл», в рамках якої були передбачені 10 польотів човників до станції «Мир» і довгострокового перебування американських астронавтів на станції. Крім коштів в розмірі 400 мільйонів доларів, НАСА окремо оплатило переобладнання модуля «Спектр» в цивільний дослідний проект. У відповідь РФ взяла на себе зобов'язання встановити на модулі обладнання для експериментів НАСА.
Одним з головних змін була установка в задній частині модуля двох додаткових сонячних батарей замість ракетної установки «Октава». Максимальний діаметр модуля становив приблизно 4 метри. За рахунок додаткових сонячних батарей довжина модуля склала близько 14 метрів, і він став найдовшим з пристикувався модулів станції. Обсяг, заповнений атмосферою, склав близько 62 м³. Невеликий шлюз, передбачався спочатку для установки цілевказівників, був дооснащений автоматичним маніпулятором і перероблений для виносу експериментів у відкритий космос. Фаза перепланування була завершена в 1993 році, і запуск модуля був попередньо призначений на 1994 рік.

## Призначення
Наукова апаратура «Спектра» призначалася для дослідження природних ресурсів Землі, верхніх шарів земної атмосфери, власної зовнішньої атмосфери орбітального комплексу, геофізичних процесів природного і штучного походження в навколоземному космічному просторі і в верхніх шарах земної атмосфери, космічного випромінювання, медико-біологічних досліджень, вивчення поведінки різних матеріалів в умовах відкритого космосу. «Спектр» приніс на «Мир» додаткові джерела електроенергії і використовувався для доставки вантажів. Паливо, що залишився на «Спектрі» після стикування, використовувалося для проведення корекцій орбіти «Миру» і зміни його орієнтації.

## Конструкція
Модуль складався з герметичного приладо-вантажного (ПВВ) і негерметичного (НГВ) відсіків. Довжина по корпусу - 14.44 м, максимальний діаметр - 4.10 м, об'єм герметичного корпусу - 62 м3. Максимальний розмах сонячних батарей - 23.3 м. 
Стартова маса «Спектра» - 18807 кг, маса в складі ОК «Мир» - 17837 кг.

### Приладо-вантажний відсік
У ПВВ розміщувалися службові системи, наукова апаратура і доставляються вантажі. Максимальний діаметр корпусу ПГО - 4.10 м, мінімальний - 2.90 м, довжина -8.80 м, обсяг - 62 м3. Всередині герметичного корпусу було встановлено каркас інтер'єру. На ньому розміщувалося обладнання, яке потребує герметичних умов. Під панелями «статі» в районі конічної обичайки розташовувалася апаратура для дослідження потоків заряджених частинок і електромагнітного випромінювання «Таурус». Ще під «статтю» стояли буферні електрохімічні батареї і комплекс апаратури для дослідження потоків заряджених частинок і електромагнітного випромінювання «Гриф-1».
У середній частині гермокорпуса ПВВ були дві ніші, в яких стояли електроприводи системи орієнтації сонячних батарей. На них кріпилися дві панелі основний сонячної батареї площею 56 м² і потужністю 6.9 кВт.
На місці двох знятих пускових пристроїв «Октава» стояв швейцарсько-російський колектор міжзоряних атомів «КОМЗ». Поруч зі шлюзовий камерою були розташовані 10 майданчиків кріплення експонованих зразків. На них в подальшому розмістили американське експозиційне обладнання. З протилежного боку ПГО була поворотна штанга апаратури для дослідження власної зовнішньої атмосфери ОК - «Астра-2». 
Всередині і зовні ПВВ перебувала російська наукова апаратура: 
- лідар «Балкан»,
- фотографічний комплекс «Природа-5»,
- спектрометр «Фаза»,
- бінокулярний радіометр 286К,
- ультрафіолетовий спектро-радіометр «Бриз»,
- фотометр «ЕФО-2»,
- прилади для дослідження властивостей матеріалів в умовах відкритого космосу «Струмінь», «Теплофізика» і «Коефіцієнт».

На модулі «Спектр» при запуску стояло 754.5 кг американського наукового обладнання: 
- апаратура для дослідження серцево-судинної системи, метаболізму,
- експерименти в галузі фундаментальної біології, технології, нейрофізіології, що забезпечують системи і ін.

### Негерметичний відсік
Негерметичний відсік кріпився до торцевого шпангоуту ПВВ з боку його сферичного днища замість силової рами з комплексом «Октава». НГВ складався з двох конічних сегментів. Довжина НГВ - 5.64 м, максимальний діаметр - 2.90 м. Усередині НГВ встановлювалися два електроприводи, на яких кріпилися дві панелі додаткових сонячних батарей площею 76 м² і потужністю 9.3 кВт. На торці НГВ в подальшому був змонтований спектрометр «Мірас». Також зовні НГВ закріплювалася апаратура для дослідження космічного випромінювання «Рябіна-4П», інфрачервоний радіометр «Фенікс» та європейське наукове експозиційне обладнання.

## Аварія

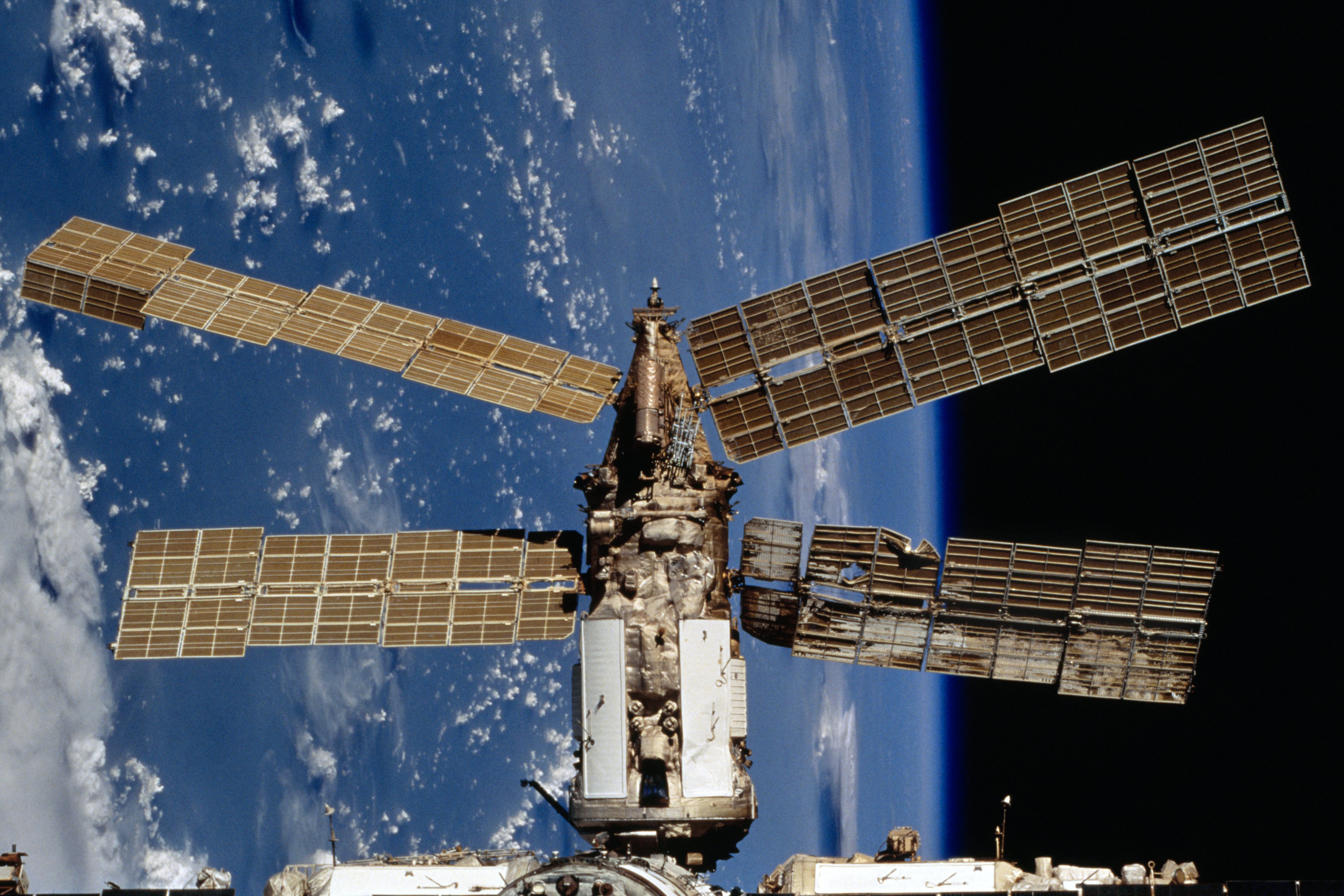
Модуль Спектр

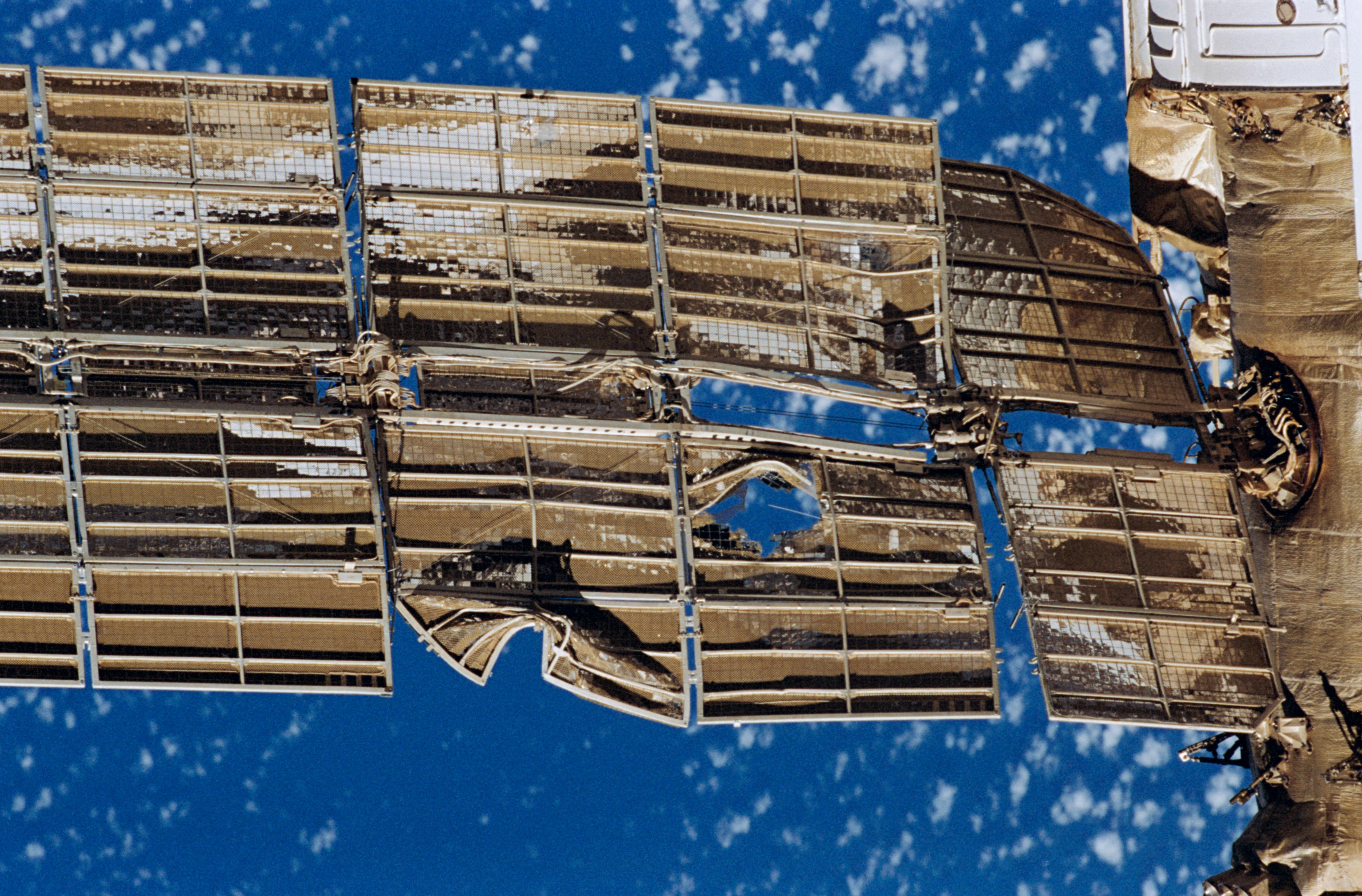
Пошкоджена сонячна батарея модуля

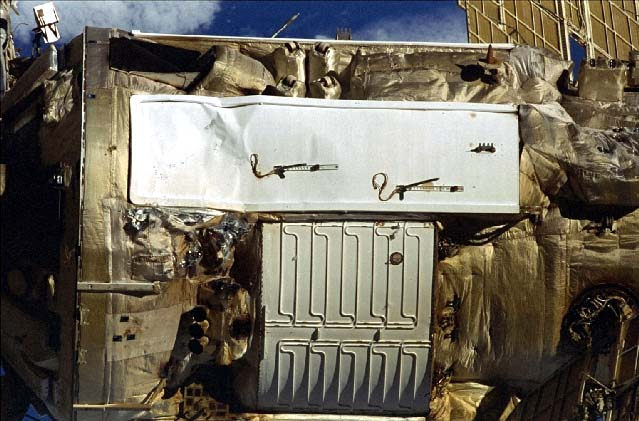
Пошкоджений радіатор і зовнішня оболонка модуля

25 червня 1997 року транспортний вантажний корабель «Прогрес М-34» зіткнувся з модулем «Спектр», при виконанні експерименту з ручного стикування в режимі БПС + Тору (балістичне прецизійне зближення - телеоператорний режим управління). Зіткнення сталося через помилку при випробуванні нової системи управління та зближення. Крім величезних пошкоджень сонячних батарей, в результаті зіткнення утворилася пробоїна площею 2 см² у зовнішній оболонці модуля, що призвело до зниження тиску повітря на всій станції. Під час зіткнення на «станції Мир» перебували космонавти Василь Циблі і Олександр Лазуткін, а також американський астронавт Майкл Фоул.
ЦУП терміново віддав команду загерметизувати модуль, забезпечивши тим самим життєзабезпечення станції. Ситуацію ускладнило те, що через люк, який з'єднує модуль зі станцією, пролягали кабелі. Замість того щоб покинути станцію на борту пристикованого «Союз ТМ-25», екіпаж вирішив герметично ізолювати ушкоджений модуль, для чого довелося терміново від'єднувати численні кабелі і шланги, прокладені через стикувальний люк. Відсікання модуля спричинило тимчасову втрату електроенергії, вироблюваної станцією - з знеструмленням модуля були відключені сонячні батареї «Спектра».
На час аварії «Спектр» був головним джерелом енергії станції «Мир» (близько 40% електроенергії). Через пошкодження сонячних батарей і переривання важливих кабельних з'єднань при ізолювання модуля сонячні панелі модуля не могли повертатися до Сонця і віддавати енергію на станцію. Таким чином, орбітальна станція втратила майже половину електричної енергії. Відразу після аварії енергії було недостатньо для проведення експериментів і постачання більшої частини обладнання станції. Крім цього, через аварію НАСА втратила більшу частину свого обладнання, а астронавт Майкл Фоул - більшу частину своїх особистих речей, так як вони знаходилися в модулі «Спектр».

### Ремонт
Перша спроба ремонту відбулася в серпні 1997 року в рамках експедиції «Союз ТМ-26», під час якої спеціально навчені космонавти Соловйов і Виноградов прибули на станцію. Під час виходу в скафандрах в «закритий космос» пошкодженого модуля вони полагодили головний кабель та інші пучки кабелів, перерізані під час ізоляції модуля. Це був перший крок на шляху до управління сонячними батареями і відновленню здебільшого енергоресурсів станції.
Інша спроба відновлення модуля була зроблена під час п'ятигодинного виходу у відкритий космос 1 жовтня 1997 року, в рамках відвідування шатла «Атлантіс» (STS-86), під час якого космонавти Володимир Тітов і Скотт Паразінскі закріпили на стикувальному відсіку спеціальну оболонку («Кришку»). Дана оболонка могла б використовуватися для закриття дірки на обшивці модуля «Спектр» в наступних виходах в космос. Після відстиковки човника, модуль «Спектр» був заповнений повітрям, після чого екіпаж шаттла спостерігав вихід повітря, намагаючись виявити місце розгерметизації.
Незважаючи на що тривали спроби відновлення, під час (останнього) відвідування шаттла «Дискавері» (STS-91) його екіпаж спостерігав витік повітря з модуля. Навіть останній екіпаж станції («Союз ТМ-30») марно пробував усунути витік під час виходу у відкритий космос. Полагодити модуль так і не вдалося. Таким чином, через два роки після запуску і до кінця роботи станції модуль залишався невикористовуваним. Виробництво енергії вдалося відновити і зберігати аж до контрольованого зводу станції з орбіти.